# Campo sportivo

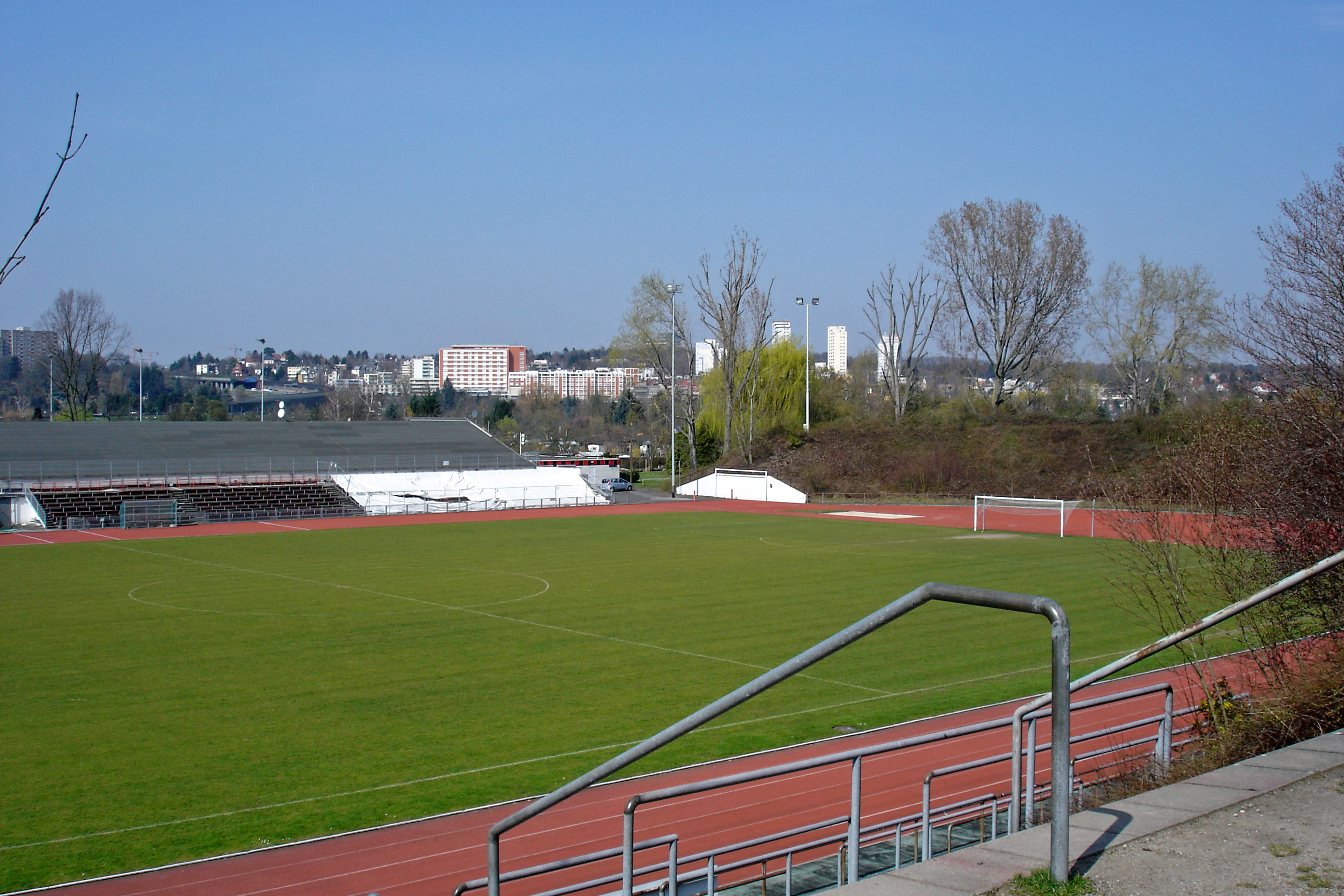
Un campo da calcio

Un campo sportivo (o campo da gioco) è un’area delimitata usata per gli sport o per i giochi.

## Descrizione

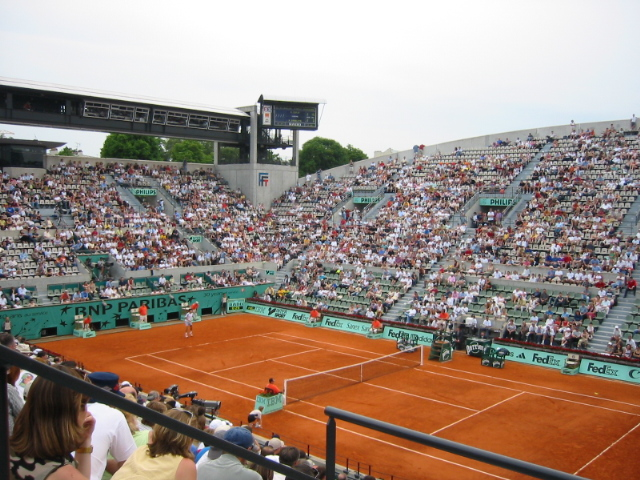
Campo da tennis in terra

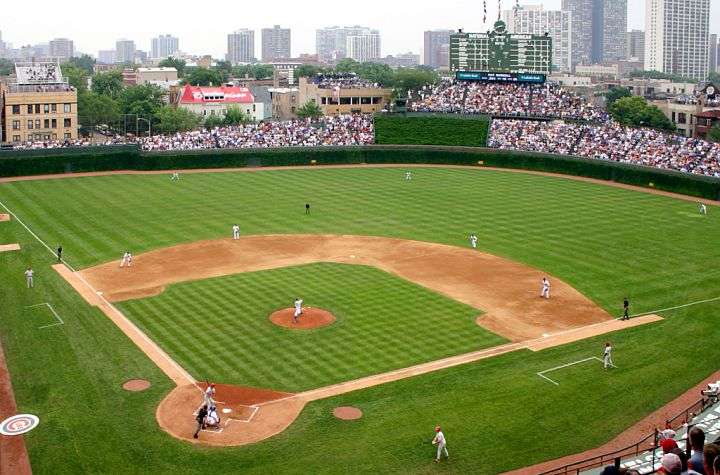
Campo da baseball

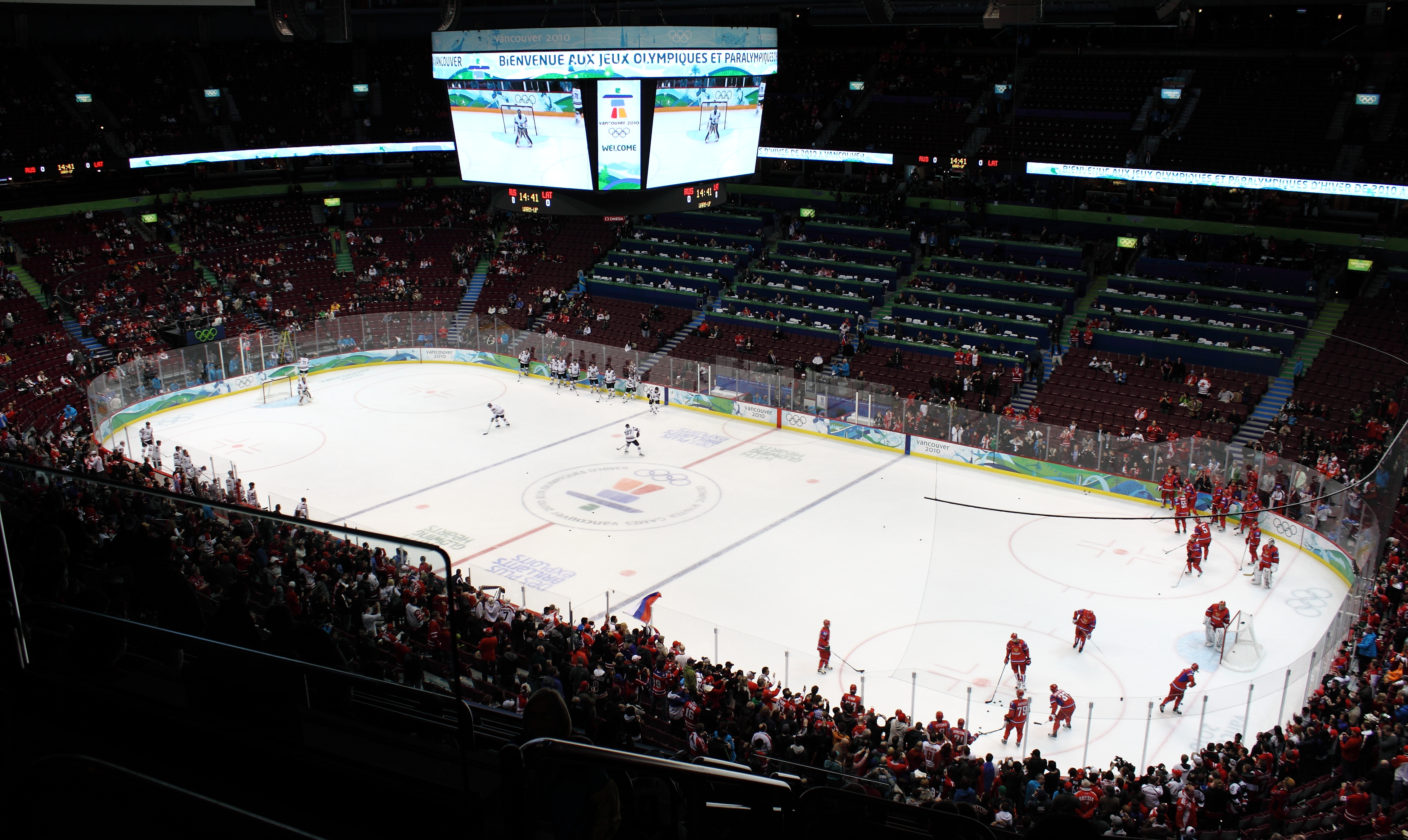
Campo da hockey su ghiaccio

Esso è in genere posto all’aperto, però esistono molte grandi strutture con campi sportivi al coperto utilizzati per gli sport indoor. Normalmente i campi sportivi sono realizzati in erba (calcio, rugby, tennis, football), terra (tennis, baseball), cemento (tennis, basket), sabbia (beach volley) o materiali sintetici (tennis, pallavolo, basket, calcio).

### Tipi di campi di sportivi
Ci sono vari tipi di campi sportivi comunemente utilizzatinei seguenti sport
- Campo di calcio (calcio)
- Campo da tennis (tennis)
- Diamante (baseball)
- Campo da Pallacanestro  o Parquet di basket (basket)
- Campo da rugby (rugby)
- Campo da volley o da pallavolo (pallavolo)
- Campo da hockey su ghiaccio (hockey su ghiaccio)
- Campo da hockey su prato (hockey su prato)
- Campo da hockey su pista (hockey su pista)
- Campo da golf (golf)
- Sferisterio   (pallapugno, pallone col bracciale)
- Piscina (nuoto)
- Pista per le gare di corsa e pedane per i concorsi (atletica leggera "Track and field")
- Pista di ghiaccio (pattinaggio di figura e pattinaggio di velocità su ghiaccio)
- Poligono di tiro (tiro a segno e tiro a volo)

Con riferimento al significato considerato sinonimo di campo sportivo e cioè campo di gara, rientrano in questa categoria anche il velodromo (ciclismo su pista) e l'autodromo (automobilismo e motociclismo), i quali pur essendo a tutti gli effetti impianti sportivi, hanno anche il significato di "campi di gara" in cui gli stessi sport vengono praticati. Difatti velodromo ed autodromo sono anche dette le piste del velodromo e dell'autodromo stessi, mentre il campo da calcio è il campo di gara del calcio o la piscina è il campo di gara del nuoto. Inoltre "campo di gioco" è il termine usato anche per i giochi da tavolo con le carte, dove indica l’area dove sono poste durante il gioco.